# Talteüll (Massoteres)
|  | Per a altres significats, vegeu «Talteüll (desambiguació)». |

Talteüll és una entitat de població del municipi de Massoteres, a la comarca de la Segarra. El poble se situa al nord del terme municipal. Un branc de la carretera C-451 és la seva principal via de comunicació.
El nucli urbà s'ubica a recer d'un tossal a la riba esquerra del riu Llobregós adquirint una estructura típica medieval. Al segle xv consta en poder del senyor de Biosca, juntament amb Biosca, Palouet, Cornudella i Camp-real i segueix sota domini senyorial fins a la fi de l'Antic Règim.

## Etimologia
Una teoria parla de l'aglutinació de la frase expressiva “tal te vull”, en referència a algun motiu de la construcció del lloc. Una hipòtesi amb més solidesa seria la d'un trasllat del seu homònim del Rosselló “Taltavull”. També seria possible un paral·lelisme amb Taüll i l'etimologia protobasca (A)TA-ÚRI > (A)TAÚLI amb el significat literal de “població de la porta”, és a dir, “portella, port de muntanya”.

## Llocs d'interès
- El Castell de Talteüll, anomenat també la Torre dels Moros, és una fortalesa en ruïnes de la que es conserva la part inferior d'una torre cilíndrica que arriba als cinc metres. Se situa al punt més alt del poble.
- L'església de Sant Pere de Talteüll, probablement de finals del segle xi, és un edifici singular dins de l'arquitectura llombarda, durant el període romànic. Entre d'altres elements, el formen dues naus paral·leles amb volta de canó. A finals del segle xix el bisbe de Solsona trasllada la parròquia a Massoteres i Talteüll n'esdevé sufragània.
- L'antic forn data del segle xix, consta d'un forn i uns taulells on es feia la massa. Se situa a la planta baixa d'un petit edifici de dues plantes.

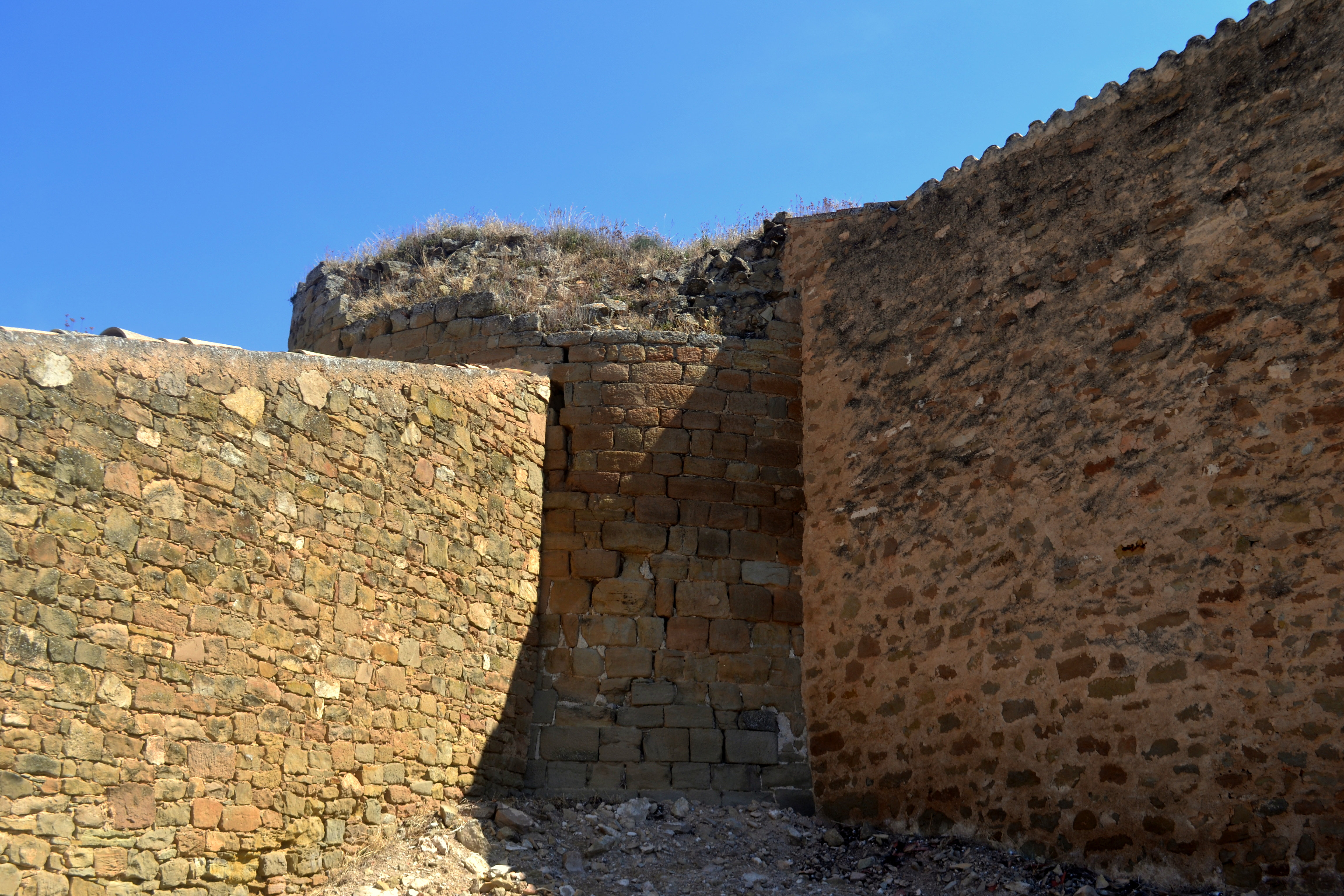
Torre del Castell de Talteüll
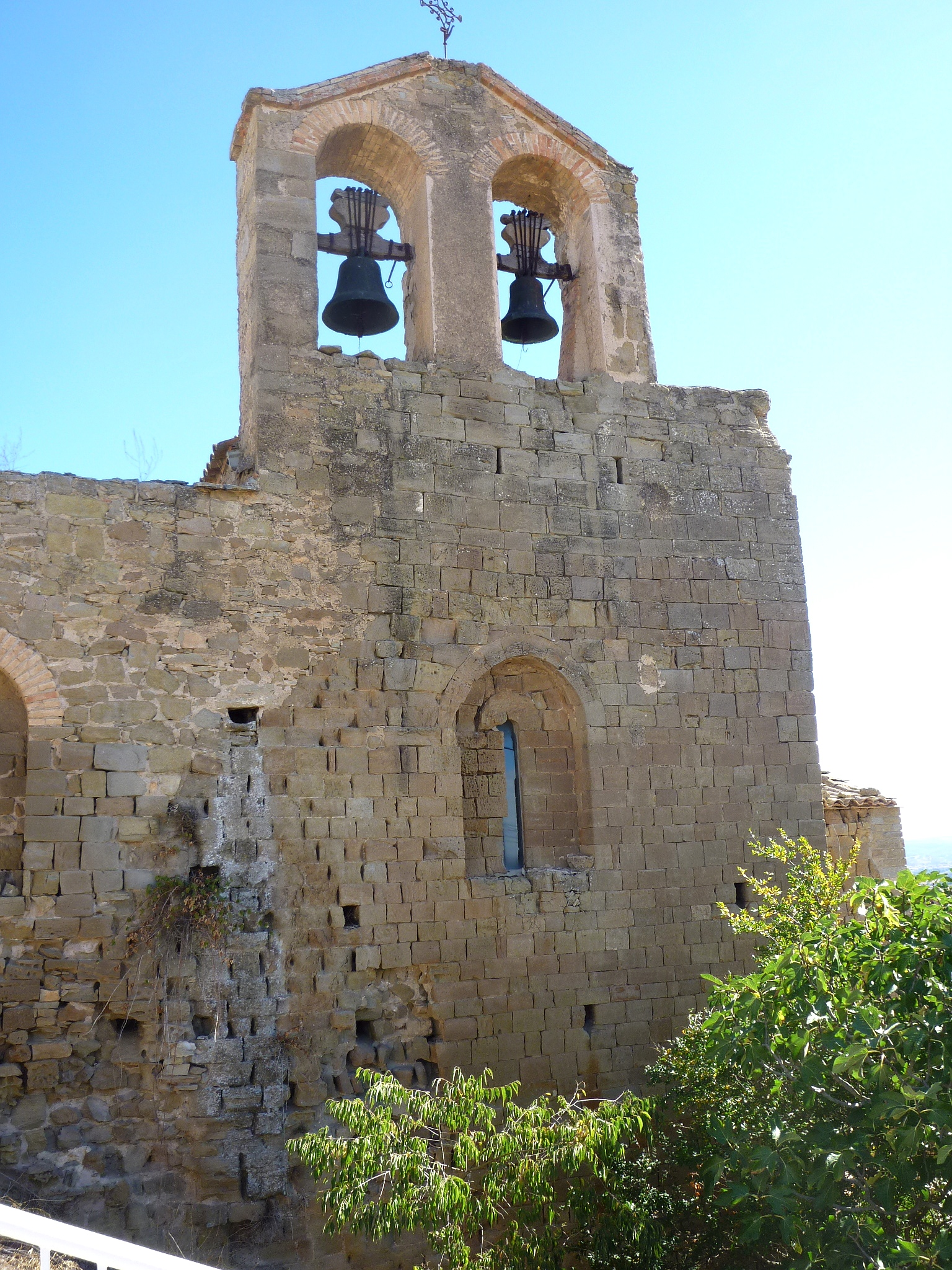
Sant Pere de Talteüll
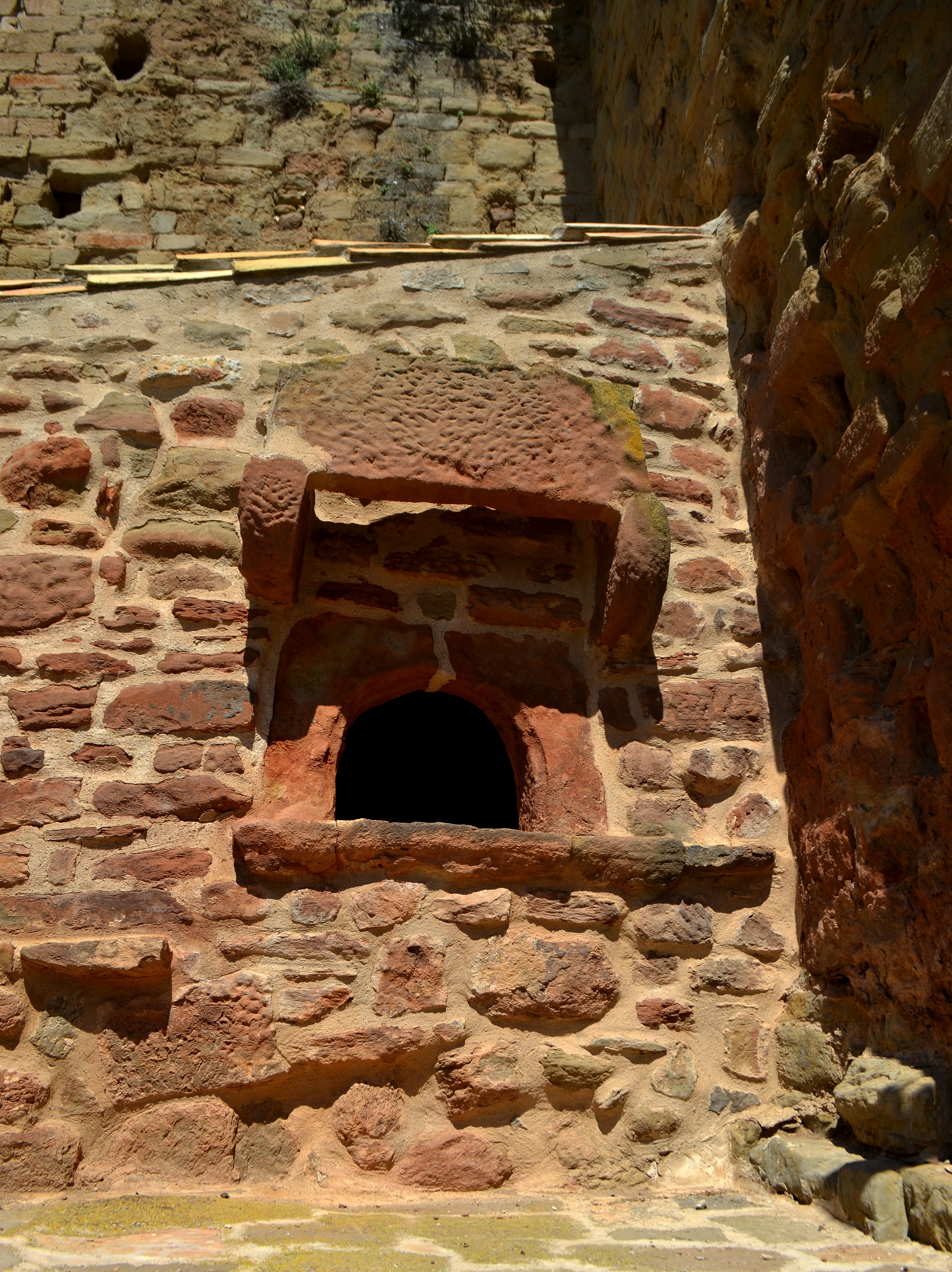
Antic Forn